# Habitat 67

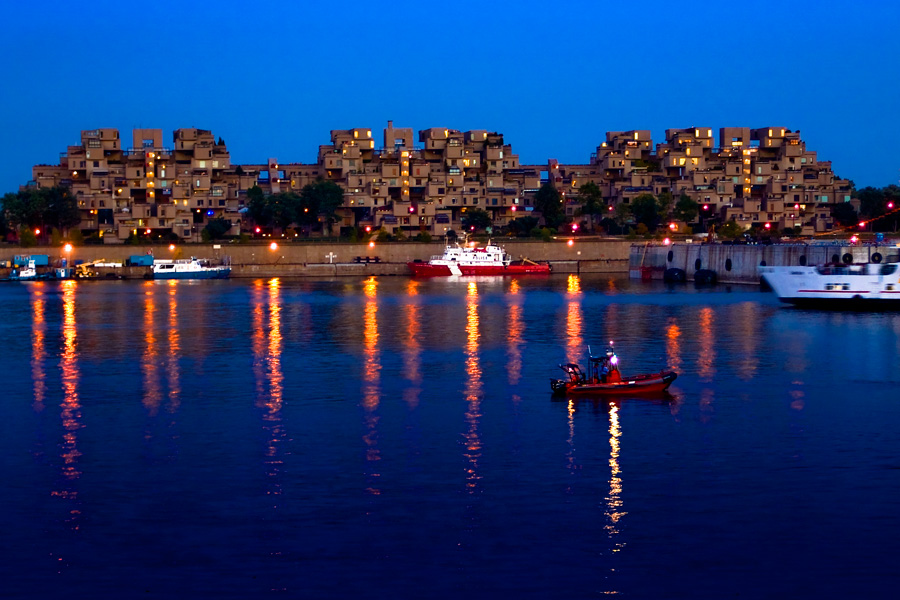
Habitat 67.

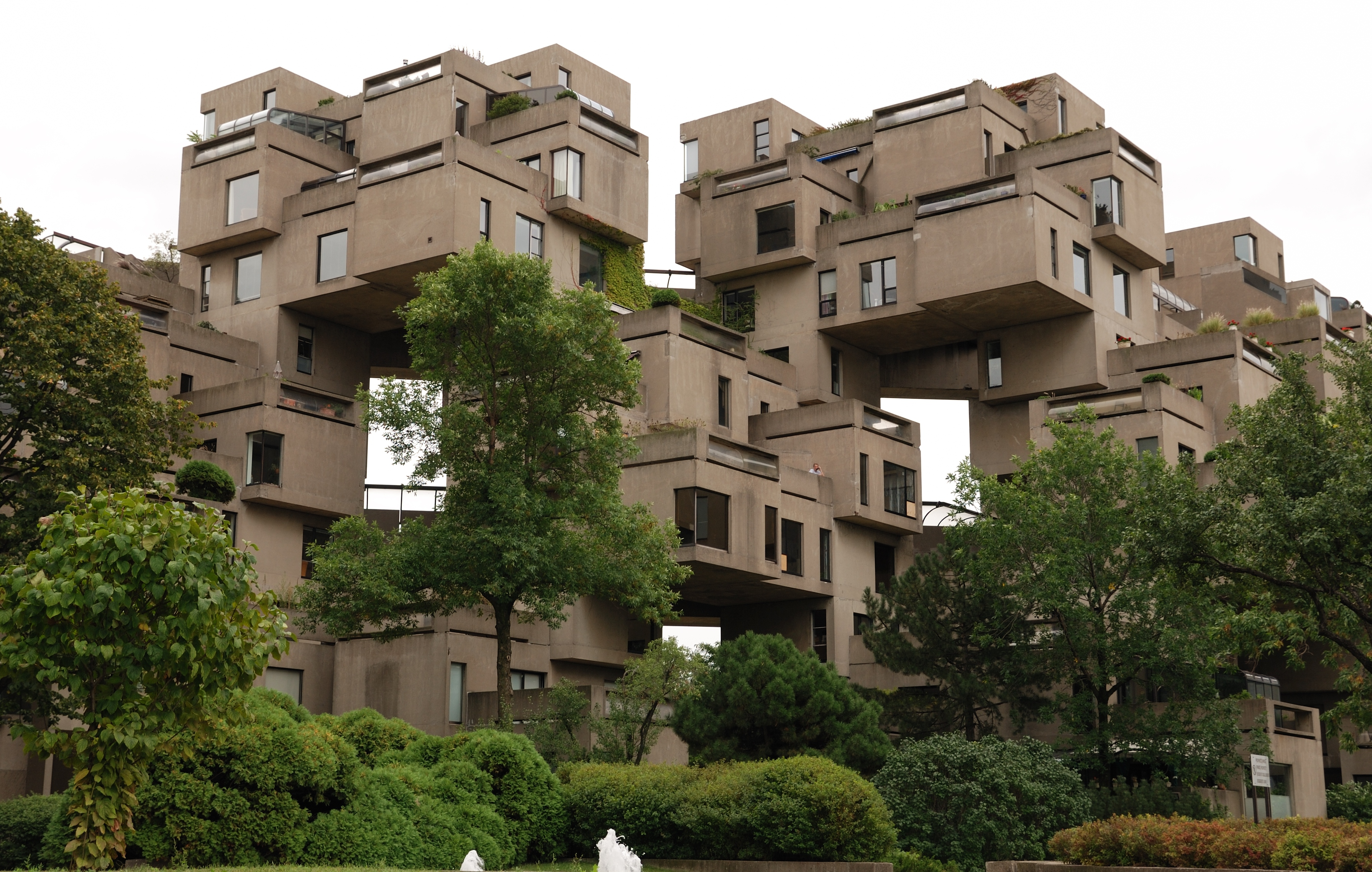
Bild från 2008.

Habitat 67, eller helt enkelt Habitat, är ett bostadskomplex i Cité du Havre, vid Saint Lawrence River i Montréal i Kanada, ritat av ritat av den israelisk-kanadensiske arkitekten Moshe Safdie. Arkitekturen bygger på en idé om att boendet så långt som det är möjligt ska undvika en enformig och därmed trist miljö men ändå bygga på moduler som är enkla att massproducera. Det byggdes som en del av Expo 67. Habitat 67 anses vara ett arkitektoniskt landmärke och en välkänd byggnad i Montreal.
År 2017 gavs ett frimärke ut för att fira 50-årsjubileet av Habitat 67. 

## Historik

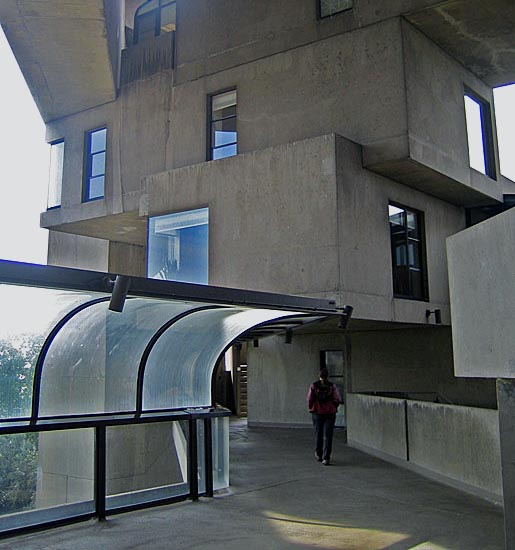
Inuti komplexet: en halvtäckt gångväg som förbinder två sektioner av enheter.

Safdies utformning av Habitat 67 började som ett examensarbete för hans arkitekturprogram vid McGill University. Det var "mycket erkänt" vid institutionen, även om Safdie citerar dess misslyckande med att vinna Pilkington-priset, ett pris för den bästa avhandlingen vid kanadensiska arkitekturskolor, som ett tidigt bevis på dess kontroversiella karaktär. Efter att ha lämnat universitetet för att arbeta med Ludvig Kahn i Philadelphia, kontaktades Safdie av Sandy van Ginkel, hans tidigare examenshandledare, för att utveckla masterplanen för Expo 67, världsutställningen som skulle äga rum i Montreal under 1967. Safdie bestämde sig för att föreslå sin avhandling som en av paviljongerna och började utveckla sin plan. Efter att planerna godkänts i Ottawa av Mitchell Skarp, den federala ministern med ansvar för utställningen, och premiärminister Lester B. Pearson, fick Safdie uppdrag av Expo 67:s installationsdirektör, Edward Churchill, att lämna planeringskommittén för att arbeta med byggprojektet som en oberoende arkitekt. Byggnaden uppfördes av Anglin-Norcross Ltd. i Montreal. Safdie tilldelades projektet trots sin relativa ungdom och oerfarenhet, en möjlighet som han senare beskrev som "en saga, en fantastisk sång."
De ursprungliga planerna krävde 1 200 bostäder till en kostnad av 45 miljoner dollar. Safdie kunde dock bara säkra finansiering för en reducerad del. Denna mindre byggnation (cirka 22,4 miljoner CAD) finansierades av den federala regeringen, men ägs nu av dess hyresgäster, som bildade ett kommanditbolag som köpte byggnaden av Canada Mortgage and Housing Corporation 1985.
Safdie äger nu Blake Gopniks barndoms takvåning (enheterna 1011 och 1012) som hans Montreal pied-a-terre.

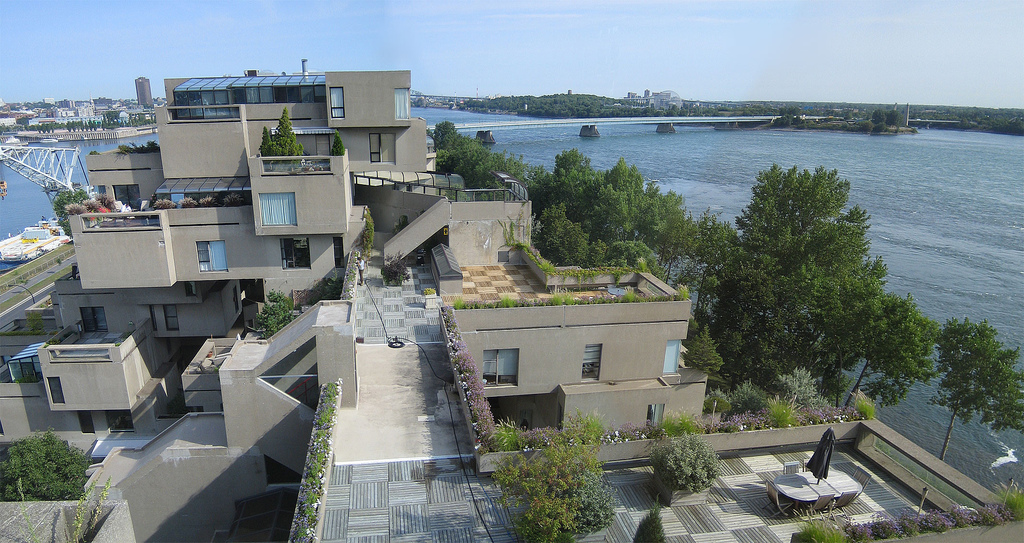
Habitat 67:s sammankopplade former, sammanhängande gångvägar och anlagda terrasser var nyckeln till att uppnå Safdies mål om en privat och naturlig miljö inom gränserna för ett tätt stadsrum.

## Koncept och design
Habitat 67 omfattar 354 identiska, prefabricerade betongformer (11,7 m × 5,3 m × 3 m)  arrangerade i olika kombinationer, uppdelade i tre pyramider, som når upp till 12 bostadsvåningar, med en parkeringsnivå och en byggnadsservicenivå. Tillsammans skapade dessa enheter 146 bostäder av varierande storlek och konfiguration, var och en bildad från en till åtta sammanlänkade betongenheter. Komplexet innehöll ursprungligen 158 lägenheter, reducerat från den ursprungliga visionen på 1200, men flera lägenheter har sedan dess sammanförts för att skapa större enheter, vilket minskar det totala antalet. Varje enhet är ansluten till minst en privat anlagd trädgårdsterrass, byggd på taket på nivån nedanför, som kan variera från cirka 20 till 90 kvadratmeter i storlek. Lägenheterna har var och en ett gjutet plastbadrum och ett modulärt kök.
Utvecklingen utformades för att integrera fördelarna med förortshem – nämligen trädgårdar, frisk luft, avskildhet och miljöer i flera nivåer – med ekonomin och tätheten i ett modernt urbant hyreshus. Det ansågs illustrera den nya livsstilen som människor skulle leva i allt mer trånga städer runt om i världen. Safdies mål för projektet att vara bostäder till överkomliga priser misslyckades till stor del: efterfrågan på byggnadens enheter har gjort dem dyrare än vad man ursprungligen tänkt sig.
Temat för Expo 67 var "Människan och hennes värld", hämtat från Antoine de Saint-Exupérys memoarer Terre des hommes (bokstavligen "människans värld", fastän den publicerades under titeln Vind, sand och stjärnor). Bostäder var också ett av huvudteman för Expo 67. Habitat 67 blev sedan en tematisk paviljong som besöktes av tusentals besökare som kom från hela världen, och under mässan fungerade den även som tillfällig bostad för de många dignitärer som besökte Montreal. 
I mars 2012 vann Habitat 67 en Lego Architecture-undersökning online och är kandidat för att läggas till listan över kända byggnader som inspirerar till en speciell replik av Lego-set. Legobitar användes faktiskt i den första planeringen för Habitat; enligt Safdies firma byggdes "initiala modeller av projektet med legobitar och efterföljande iterationer byggdes också med legobitar".